# الصبر العمشة (المحفد)

تعديل مصدري - تعديل

الصبر العمشة هي إحدى قرى عزلة المحفد بمديرية المحفد التابعة لمحافظة أبين، بلغ تعداد سكانها 84 نسمة حسب تعداد اليمن لعام 2004.